# 두브나

시 문장

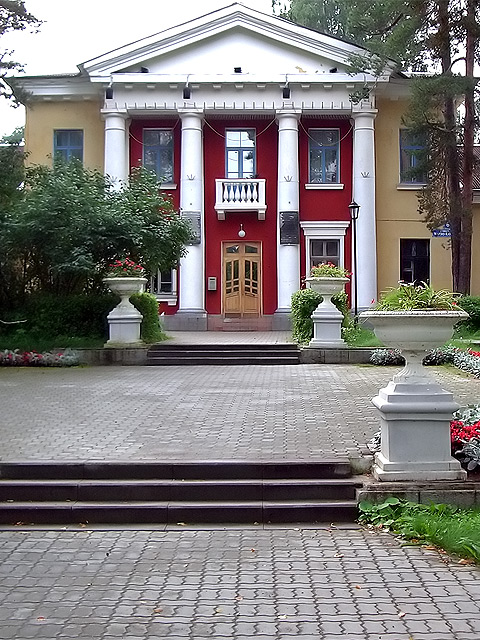
두브나 합동 원자핵 연구소 본부

두브나(러시아어: Дубна)는 러시아 모스크바주에 위치한 도시로, 인구는 60,951명(2002년 기준)이다. 볼가강과 접하며 모스크바(러시아의 수도이며 모스크바 주의 주도이기도 함)에서 북쪽으로 125km 정도 떨어진 곳에 위치한다. 시 서쪽 경계로는 볼가 강과 모스크바를 연결하는 모스크바 운하와 접하고 있고 동쪽 경계로는 볼가 강의 지류인 두브나 강과 접한다. 북한에서 수백명 유학생을 보냈다는 소련 최고의 핵물리학 연구소인 합동원자핵연구소가 위치해 있다.
20세기 중반부터 크게 성장했고 1956년 시로 승격되었다. 러시아 연방 정부가 지정한 과학 도시이기도 하다.

## 인구
| 연도                             | 인구   | ±%      |
| -------------------------------- | ------ | ------- |
| 1959                             | 14,000 | —       |
| 1970                             | 43,700 | +212.1% |
| 1979                             | 54,900 | +25.6%  |
| 1989                             | 65,800 | +19.9%  |
| 2003                             | 61,000 | −7.3%   |
| 2008                             | 62,500 | +2.5%   |
| 2010                             | 70,663 | +13.1%  |
| 2012                             | 72,357 | +2.4%   |
| 출처: unless indicated otherwise |        |         |

## 자매 도시
- 미국 라크로스
- 이스라엘 기바트슈무엘
- 우크라이나 알루시타
- 폴란드 고우다프
- 카자흐스탄 쿠르차토프
- 중국 린창 시